# (4011) Bakharev
(4011) Bakharev ist ein Hauptgürtelasteroid, der am 28. September 1978 von Nikolai Stepanowitsch Tschernych vom Krim-Observatorium aus entdeckt wurde.
Der Asteroid wurde nach dem sowjetischen Astronomen Anatolij Mihajlovic Bakharev (1918–1979) benannt.